# Dornier Do 335
Dornier Do 335 bio je njemački lovac-bombarder, koji se nalazio u proizvodnji tijekom završetka Drugog svjetskog rata. Zbog svog neobičnog dizajna on spada u čudesna oružja Trećeg Reicha.

## Nastanak
Otac ovog aviona je čuveni njemački avionski dizajner Claudius Dornier. Tijekom 1939. godine on započinje u svojoj Dornier kompaniji raditi na brzom bombarderu kodnog imena P.59. Osnova njegove ideje za ovaj projekt je bila gradnja aviona koji će imati jedan klipni motor na svom nosu i drugi na repu. Potvrda mogućnosti gradnje takvog aviona dolazi već sljedeću godinu kada probni primjerak s tako postavljenim motorima vrši uspješni let. Bez obzira na to ovaj projekt kao i mnogi drugi se obustavljaju u prvom dijelu 1940. godine kada dolazi do naređenja iz vlade da se obustave svi projekti koji ne mogu biti dovršeni u godinu dana. Cijeli posao oko ovog aviona će ostati u ladicama do trenutka kada se u svibnju 1942. godine raspisuje natječaj za gradnju novog bombardera. Dornier će pobijediti na ovome natječaju s novom verzijom projekt P.59 imena P.231 kojemu je glavna razlika ugradnja bombe teške 1 tonu. Pobjedom na ovom natječaju avion gubi projektnu oznaku P.231 i dobiva svoje službenu ime Do 335.

## Proizvodni problemi
Probni avion prvi puta je uzletio u listopadu 1943. godine i odmah zarobio srca pilota koji su bili oduševljeni brzinom i pokretljivošću novog Do 335. Bez obzira na to oduševljenje pojavile su se potrebe i za manje dizajnerske promjene tako da je avion predstavljen Hitleru tek 23. svibnja 1944. godine. Djeleći mišljenje probnih pilota on na sastanku o njegovoj budućnosti odlučuje dati najveći prioritet proizvodnji Do 335. Ta odluka je na kraju ipak došla prekasno pošto dobivši izvještaje o novom čudesnom avionu London donosi odluku o uništenju njegove tvornice što se i dogodilo još u ožujku 1944. godine. Kako konkurentske njemačke kompanije nisu htjele graditi avion od Dorniera bez obzira na pritiske Berlina cijeli je projekt zaglavio sve do siječnja 1945. godine kada napokon počinje proizvodnja. Do travnja te iste godine kada su njegovu novu tvornicu osvojili saveznici proizvedeno je samo nesretnih 13 aviona.

## Tehničke osobine
Pogon ovog aviona su činila dva klipna motora Daimler-Benz DB 630A davajući 1750 ks pri polijetanju. Tijekom leta maksimalna brzina Do 335 je bila 763 km/h, a njegova brzina penjanja je bila 8000 metara u 15 minuta. Ove obje osobine su u to doba bile nedostižne svim savezničkim zrakoplovima od kojih su samo oni najbrži bili u stanju dostići oštećeni Do 335 koji se kreće 563 km/h s jednim onesposobljenim motorom. Kao neobični dodatak ovaj avion je imao postavljen eksploziv u svoj rep kako bi u slučaju potrebe mogao odbaciti repni motor. Tijekom američkog probnog leta (utrke) nakon rata Do 335 s neobučenim pilotom prešao je razdaljinu München - Cherburg ( u Francuskoj) 45 minuta brže od američkih lovaca P-51. Danas jedini sačuvani primjerak se nalazi u SAD gdje su ga kao ratni plijen odnijeli pobjednici u ratu.

## Tehničke karakteristike (Do 335 A-0)
Osnovne karakteristike
- posada: 1
- dužina: 13,85 m
- raspon krila: 13,8 m
- površina krila: 592 m2
- visina: 4,55 m

Letne karakteristike
- najveća brzina: 765 km/h
  - borbeni dolet: 1.160 km
- najveća visina leta: 11.400m
- motor: 2× Daimler-Benz DB 603A klipna motora po 12 cilindara,